# Wolfgang Steglich (Chemiker)

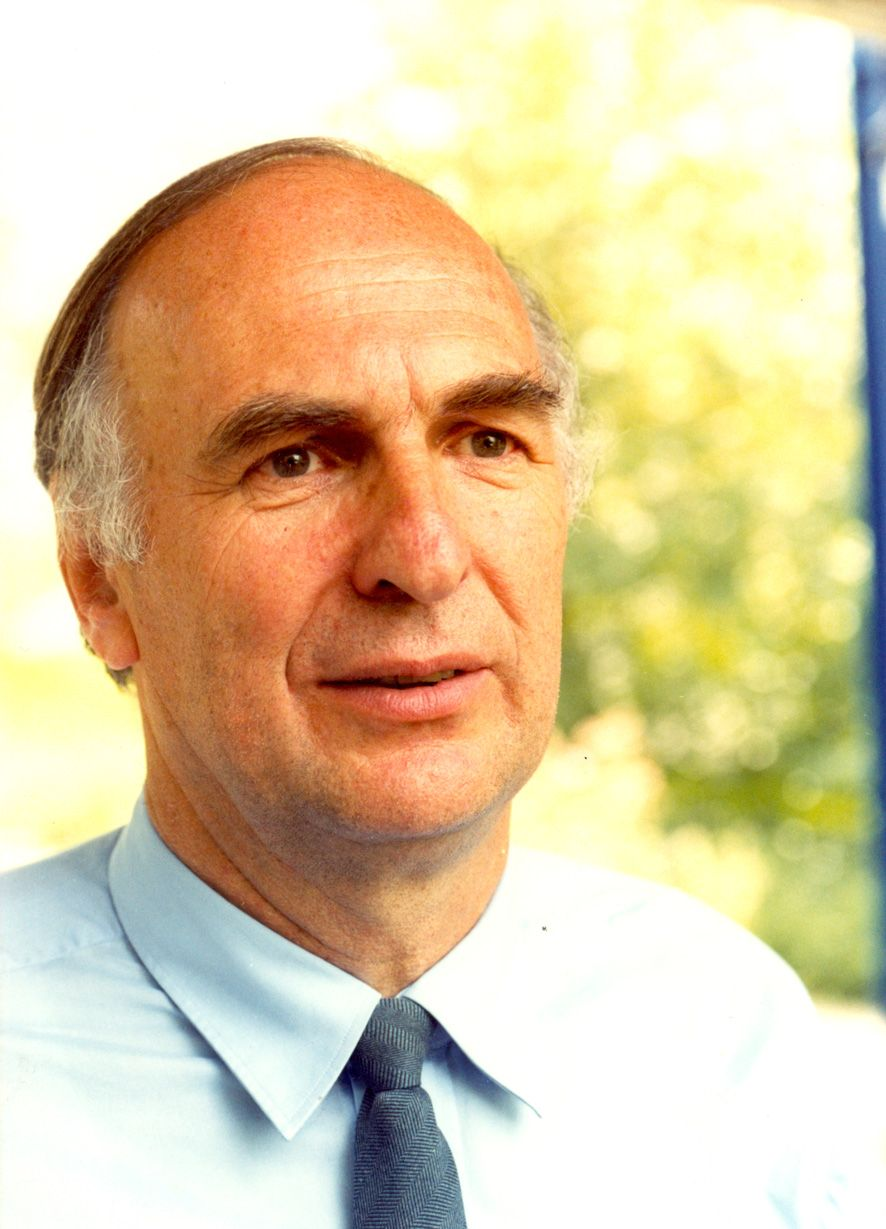
Wolfgang Steglich (1998)

Wolfgang Steglich (* 12. August 1933 in Kamenz) ist ein deutscher Chemiker.

## Werdegang
Steglich begann 1951 an der TU Berlin mit dem Chemiestudium, das er 1958 mit der Diplom-Hauptprüfung abschloss. Im gleichen Jahr wechselte er an die TU München, wo er 1960 über das Thema Peptidsynthesen mit aktivierten Estern von Carbobenzoxyaminosäuren in Eisessig und Entcarbobenzoxylierung mit Trifluoressigsäure bei Friedrich Weygand promoviert wurde. Es folgte ein einjähriger Forschungsaufenthalt am Imperial College London bei Sir Derek H. R. Barton, wo Steglich auf dem Gebiet der Biosynthese von Opiumalkaloiden arbeitete. 1965 habilitierte er sich an der TU München zum Thema Untersuchungen über Pseudooxazolone-(5) und Oxazolone-(5). Von 1969 bis 1971 leitete Steglich kommissarisch den Lehrstuhl von Friedrich Weygand, bevor er als ordentlicher Professor für Organische Chemie an die TU Berlin berufen wurde. Dort blieb er bis 1975 und folgte dann einem Ruf an die Universität Bonn, wo er als Nachfolger von Rudolf Tschesche bis 1991 ordentlicher Professor und Direktor am Institut für Organische Chemie und Biochemie war. Im April 1991 wechselte Steglich an die Ludwig-Maximilians-Universität München, wo er als Nachfolger von Rolf Huisgen ordentlicher Professor und Vorstand am Institut für Organische Chemie wurde. Seit Oktober 2001 ist er Emeritus am Institut für Organische Chemie der Universität München.
Steglich ist seit 1973 Mitherausgeber der Zeitschrift für Naturforschung und war von 1975 bis 1980 Mitherausgeber der Chemischen Berichte sowie von 1980 bis 2001 Honorary Regional Editor von Tetrahedron und Tetrahedron Letters. Von 1979 bis 1984 war er Mitglied im Senatsausschuss für Sonderforschungsbereiche der Deutschen Forschungsgemeinschaft.

## Werk

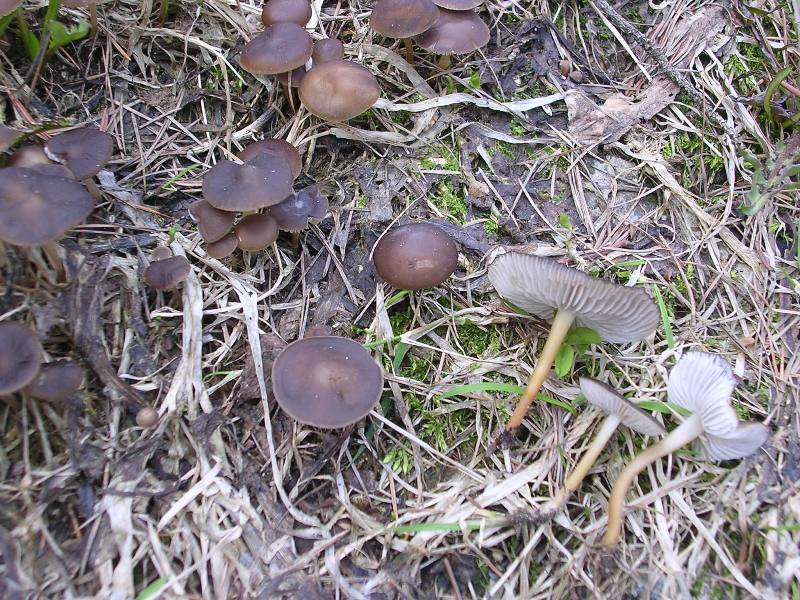
Der Bittere Kiefern-Zapfenrübling (Strobilurus tenacellus) enthält Strobilurin A und B.

Wolfgang Steglich ist Autor von mehr als 500 wissenschaftlichen Publikationen in internationalen Zeitschriften. Die Schwerpunkte von Steglichs Arbeit liegen auf dem Gebiet der Naturstoffe. Er befasst sich mit der Isolierung, Strukturaufklärung, Synthese und Biosynthese von biologisch aktiven Substanzen und Farbstoffen aus Pilzen, Schleimpilzen und Pflanzen. In Zusammenarbeit mit dem Biochemiker Timm Anke gelang ihm die Strukturaufklärung und Synthese der antifungischen Strobilurine, die als Leitstrukturen für die Entwicklung einer neuen Klasse umweltfreundlicher Fungizide dienten. Darüber hinaus gehören biomimetische Synthesen von Meeresalkaloiden und die Entwicklung neuer Methoden zur Modifikation von Aminosäuren und Peptiden zu Steglichs Arbeitsfeld.
1978 beschrieb Steglich eine Variante der Veresterung, bei der er das Kupplungsreagenz Dicyclohexylcarbodiimid (DCC) zusammen mit dem Katalysator 4-(Dimethylamino)pyridin (DMAP) verwendet wird. Diese Reaktionsführung wird heute als Steglich-Veresterung bezeichnet.

### Wichtige Publikationen (Auswahl)
- Bernhard Neises, Wolfgang Steglich: Simple method for the esterification of carboxylic acids. In: Angew. Chem. 1978, 90, 556─557, doi:10.1002/ange.19780900718; Angew. Chem. Int. Ed. Engl. 1978, 17, 522, doi:10.1002/anie.197805221.
- Gerhard Höfle, Wolfgang Steglich, Helmut Vorbrüggen: 4-Dialkylaminopyridines as highly active acylation catalysts. In: Angew. Chem. 1978, 90, 602─615, doi:10.1002/ange.19780900806; Angew. Chem. Int. Ed. Engl. 1978, 17, 569─583, doi:10.1002/anie.197805691.
- Markus R. Heinrich, Heike S. Klisa, Herbert Mayr, Wolfgang Steglich, Hendrik Zipse: Enhancing the catalytic activity of 4-(dialkylamino)pyridines by conformational fixation. In: Angew. Chem. 2003, 115, 4975–4977, doi:10.1002/ange.200352289; Angew. Chem. Int. Ed. Engl. 2003, 42, 4826–4828, doi:10.1002/anie.200352289.
- Melvyn Gill, Wolfgang Steglich: Pigments of fungi (Macromycetes). In: Progr. Chem. Org. Nat. Prod. 1987, 51, 1─317, doi:10.1007/978-3-7091-6971-1, ISBN 978-3-7091-6971-1.
- Olov Sterner, Bert Steffan, Wolfgang Steglich: Novel azepine derivatives from the pungent mushroom Chalciporus piperatus. In: Tetrahedron 1987, 43, 1075–1082, doi:10.1016/S0040-4020(01)90044-4.
- Wolfgang Steglich: Slime moulds (Myxomycetes) as a source of new biologically active metabolites. In: Pure Appl. Chem. 1989, 61, 281─288, doi:10.1351/pac198961030281.
- Dieter C. Aumann, Gabriele Clooth, Bert Steffan, Wolfgang Steglich: Complexation of cesium 137 by the cap pigments of the bay boletus (Xerocomus badius). In: Angew. Chem. 1989, 101, 495─496, doi:10.1002/ange.19891010429; Angew. Chem. Int. Ed. Engl. 1989, 28, 453─454, doi:10.1002/anie.198904531.
- Wolfgang Steglich, Martin Jäger, Stefan Jaroch, Peter Zistler: Application of α-chloroglycine residues for the modification of oligopeptides. In: Pure Appl. Chem. 1994, 66, 2167─2170, doi:10.1351/pac199466102167.
- Alexander Heim, Andreas Terpin, Wolfgang Steglich: Alkaloids from marine organisms. 2. Biomimetic synthesis of lamellarin G trimethyl ether. In: Angew. Chem. 1997, 109, 158–159, doi:10.1002/ange.19971090152; Angew. Chem. Int. Ed. Engl. 1997, 36, 155─156, doi:10.1002/anie.199701551.
- Hubert Sauter, Wolfgang Steglich, Timm Anke: Strobilurins: Evolution of a new class of active substances. In: Angew. Chem. 1999, 111, 1416─1438 (doi:10.1002/(SICI)1521-3757(19990517)111:10<1416::AID-ANGE1416>3.0.CO;2-O); Angew. Chem. Int. Ed. Engl. 1999, 38, 1328─1349 (doi:10.1002/(SICI)1521-3773(19990517)38:10<1328::AID-ANIE1328>3.0.CO;2-1).

## Ehrungen (Auswahl)
- 1986 Emil-Fischer-Medaille der Gesellschaft Deutscher Chemiker
- 1989 Adolf-Windaus-Medaille der Universität Göttingen
- 1991 Mitglied der Deutschen Akademie der Naturforscher Leopoldina[9]
- 1993 Mitglied der Bayerischen Akademie der Wissenschaften
- 1996 Karl Heinz Beckurts-Preis (zusammen mit Timm Anke)
- 1997 Richard-Kuhn-Medaille der Gesellschaft Deutscher Chemiker
- 1998 Ehrendoktor der Humboldt-Universität Berlin
- 2000 Bundesverdienstkreuz am Bande

## Widmungen
- Galerina steglichii Besl[10]
- Daldinia steglichii M. Stadler, Baumgartner & Wollw.[11]